# Champignonartige
Die Champignonartigen (Agaricales) sind eine Ordnung der Großpilze aus der Unterklasse Agaricomycetidae innerhalb der Klasse der Agaricomycetes. Darunter befinden sich etliche bekannte Speisepilze wie die Champignons (Agaricus), der Parasol (Macrolepiota procera) und der Shiitake (Lentinula edodes), aber auch populäre Giftpilze wie der Fliegenpilz (Amanita muscaria) und die Knollenblätterpilze (Amanita sect. Phalloidae).

## Merkmale
Die Vertreter dieser Gruppe bilden vielgestaltige Fruchtkörper, doch die meisten Arten sind in Hut und Stiel gegliedert und besitzen auf der Hutunterseite radial rings um den Stiel angeordnete Lamellen, die von der Fruchtschicht überzogen sind. Dieses Hymenium weist oft gattungs- und arttypische Merkmale auf, wie beispielsweise sterile Elemente (Zystiden). Die Ständer (Basidien) sind in der Regel vier-, gelegentlich zweisporig. Bei den Sporen handelt es sich um einzeln stehende und exogen heranreifende Basidiosporen, die meist aktiv abgeschleudert werden können (Ballistosporen).
Die Champignonartigen stellen die größte Gruppe der Lamellen tragenden Pilze dar. Die Ordnung der Täublingsartigen (Russulales) beinhaltet zwar ebenfalls Spezies mit lamellentragenden Hutpilzen – vor allem Täublinge (Russula) und Milchlinge (Lactarius) – ist aber weit weniger umfangreich. Der Begriff Lamellenpilz ist daher nicht mit der Ordnung der Champignonartigen gleichzusetzen, denn es haben sich Fruchtkörper mit sporenproduzierenden Lamellen im Laufe der Zeit parallel und unabhängig voneinander in diversen Pilzordnungen entwickelt. Ein Beispiel sind die bereits erwähnten Gattungen der Täublingsartigen. Beispielsweise auch in der Ordnung der Stielporlingsartigen (Polyporales) gibt es innerhalb der Sägeblättlinge (Lentinus), in der Ordnung der Blättlingsartigen (Gloeophyllales) in der Gattung der Blättlinge (Gloeophyllum) und auch in der Ordnung der Borstenscheiblingsartigen (Hymenochaetales) innerhalb der Gattungen der Heftelnabelinge (Rickenella) oder der Orangenabelinge (Loreleia) Pilze mit lamellenartigem Hymenophor. Zum anderen sind auch Gattungen, deren Arten keine lamellentragenden Fruchtkörper bilden, Teil der Ordnung der Champignonartigen, so beispielsweise etwa Keulchen (Clavaria), Boviste (Bovista) oder auch Gattungen mit häutigen, corticioiden Fruchtkörpern wie z. B. Wachsrindenpilze (Ceraceomyces) dieser Ordnung zuzuordnen sind.

Diversität der Agaricales-Fruchtkörper
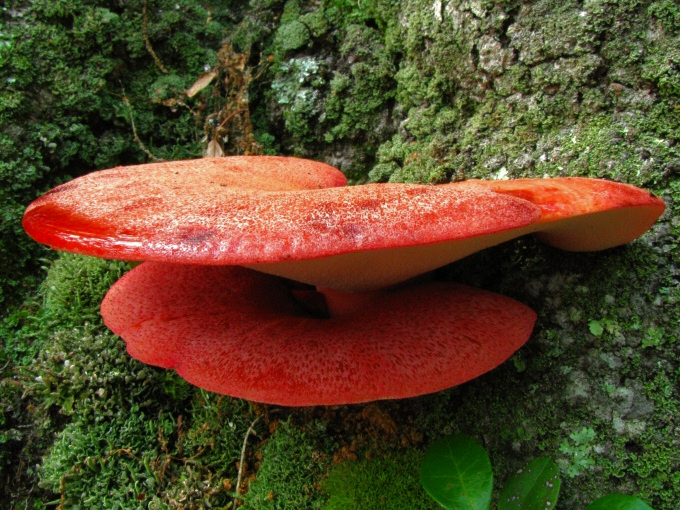
porlingsartig Eichen-Leberreischling Fistulina hepatica
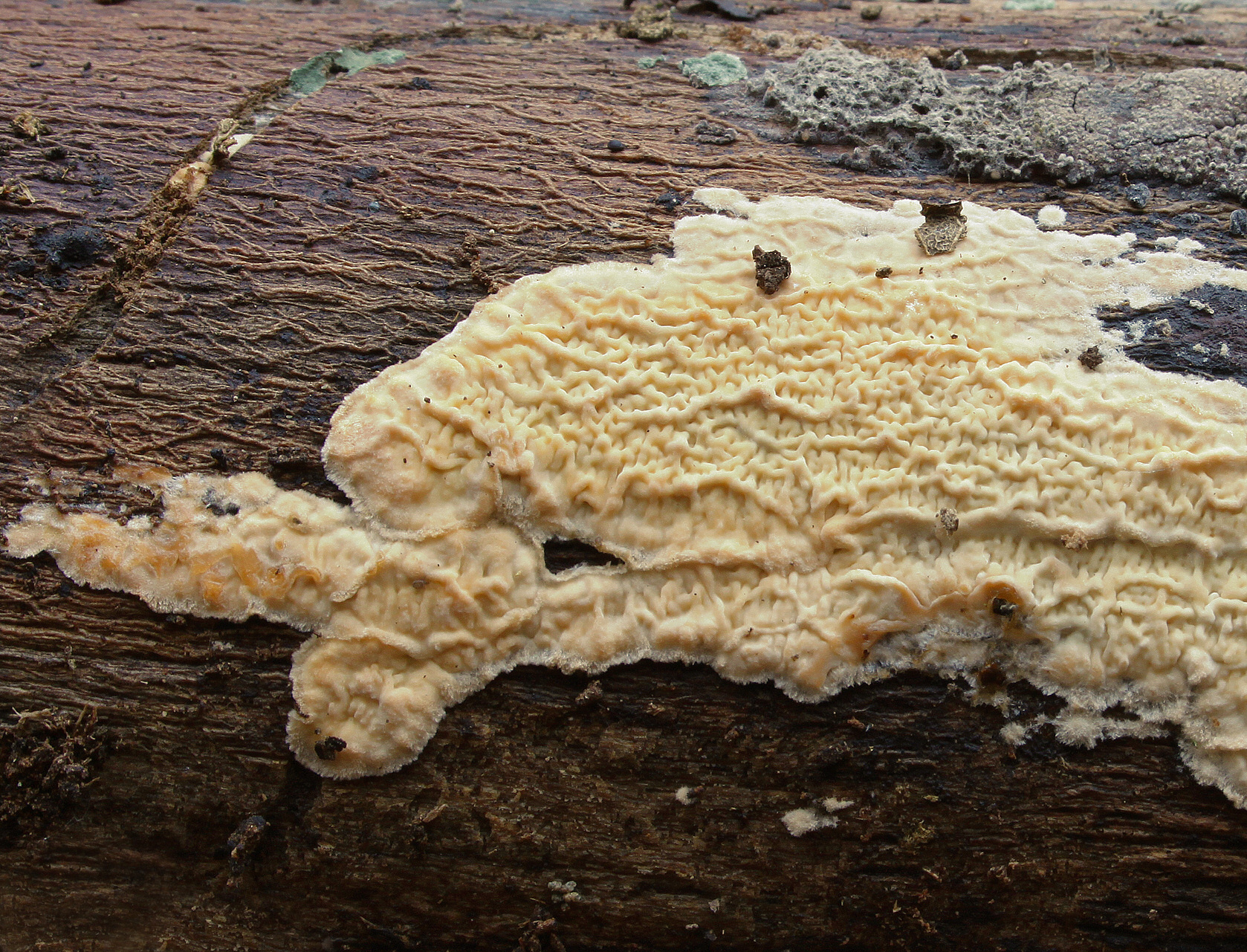
häutig Faltiggewundener Wachsrindenpilz Ceraceomyces serpens
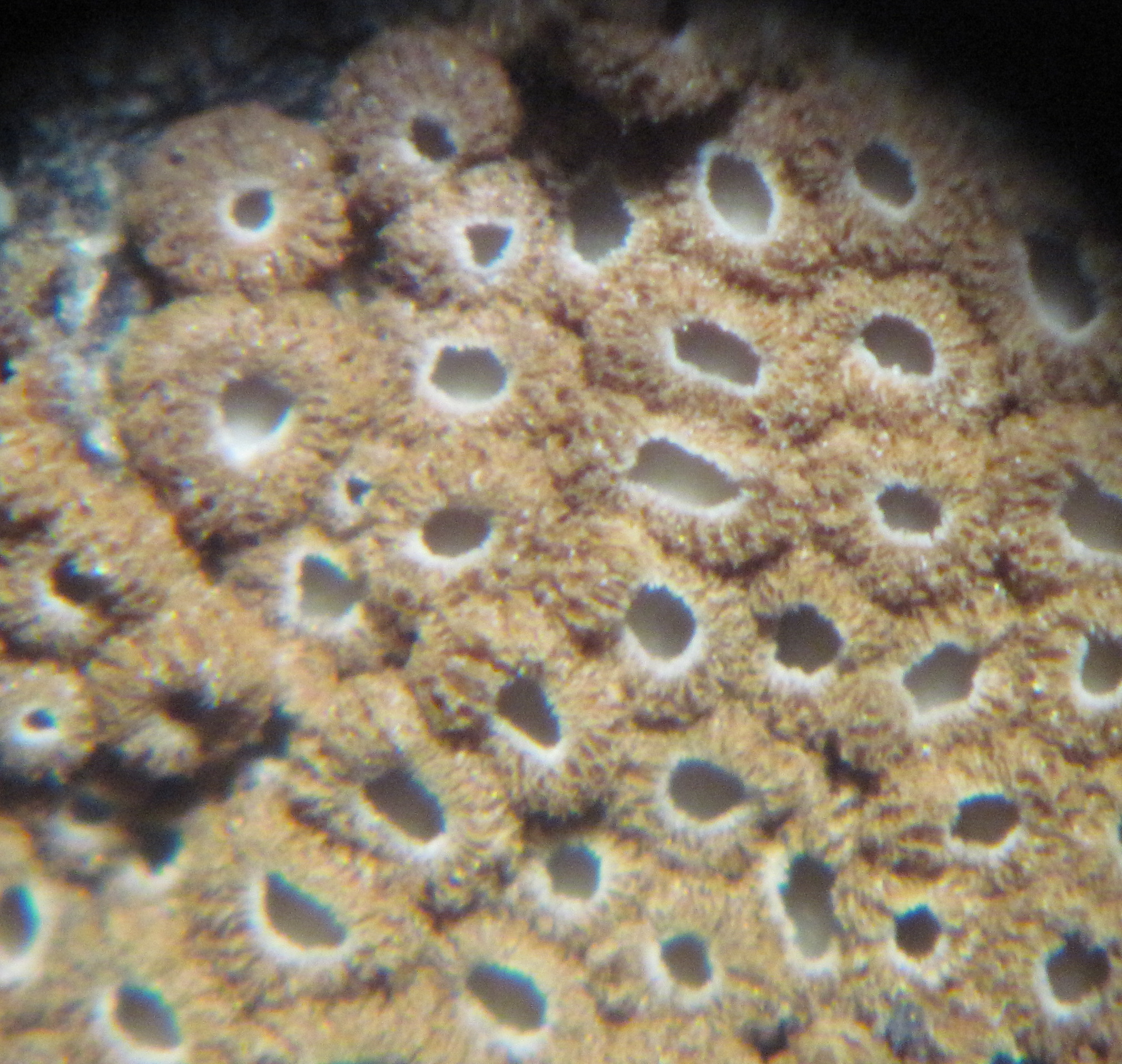
schüsselförmig Merismodes fasciculata
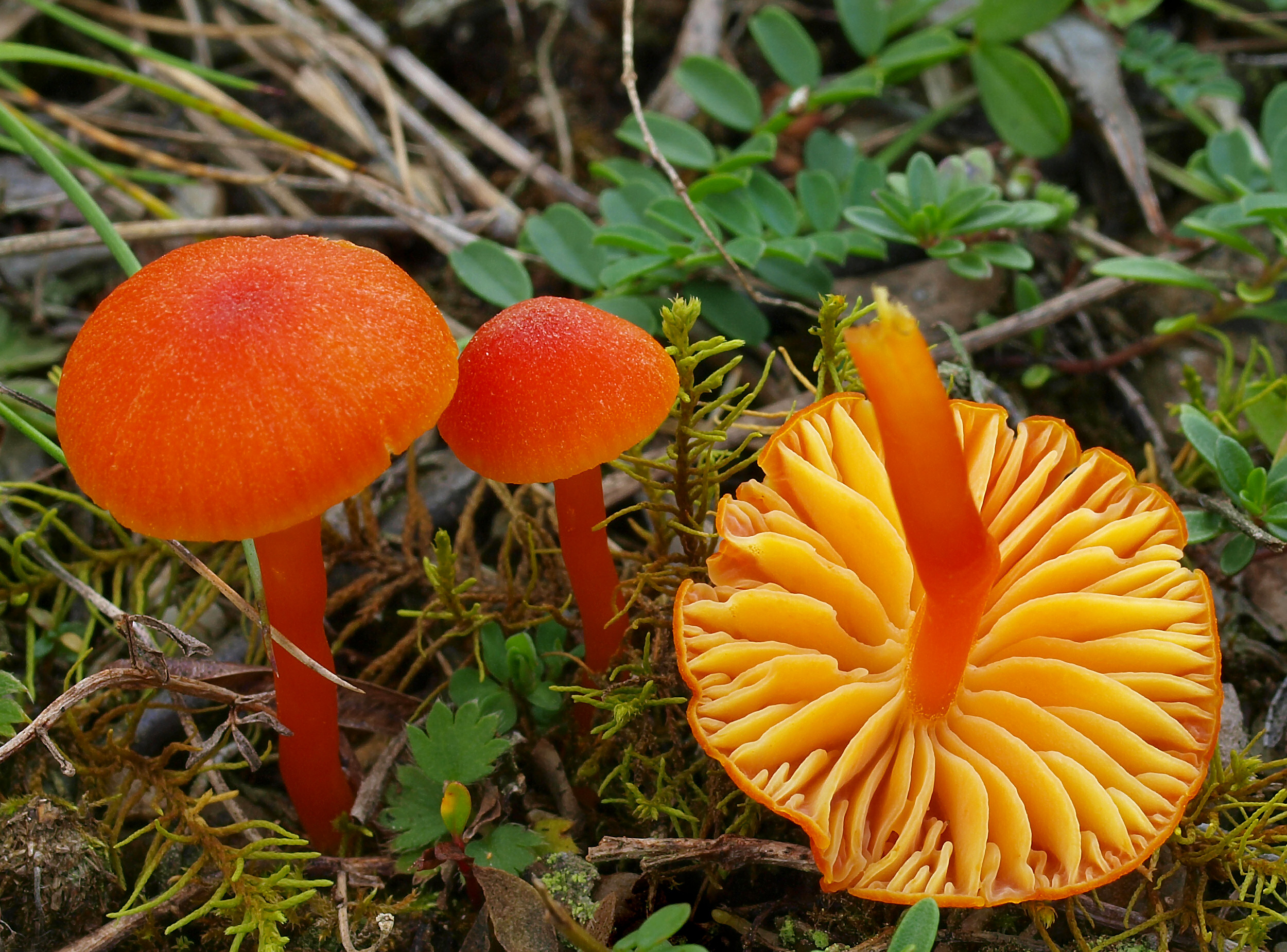
blätterpilzartig Kalkliebender Filz-Saftling Hygrocybe calciphila
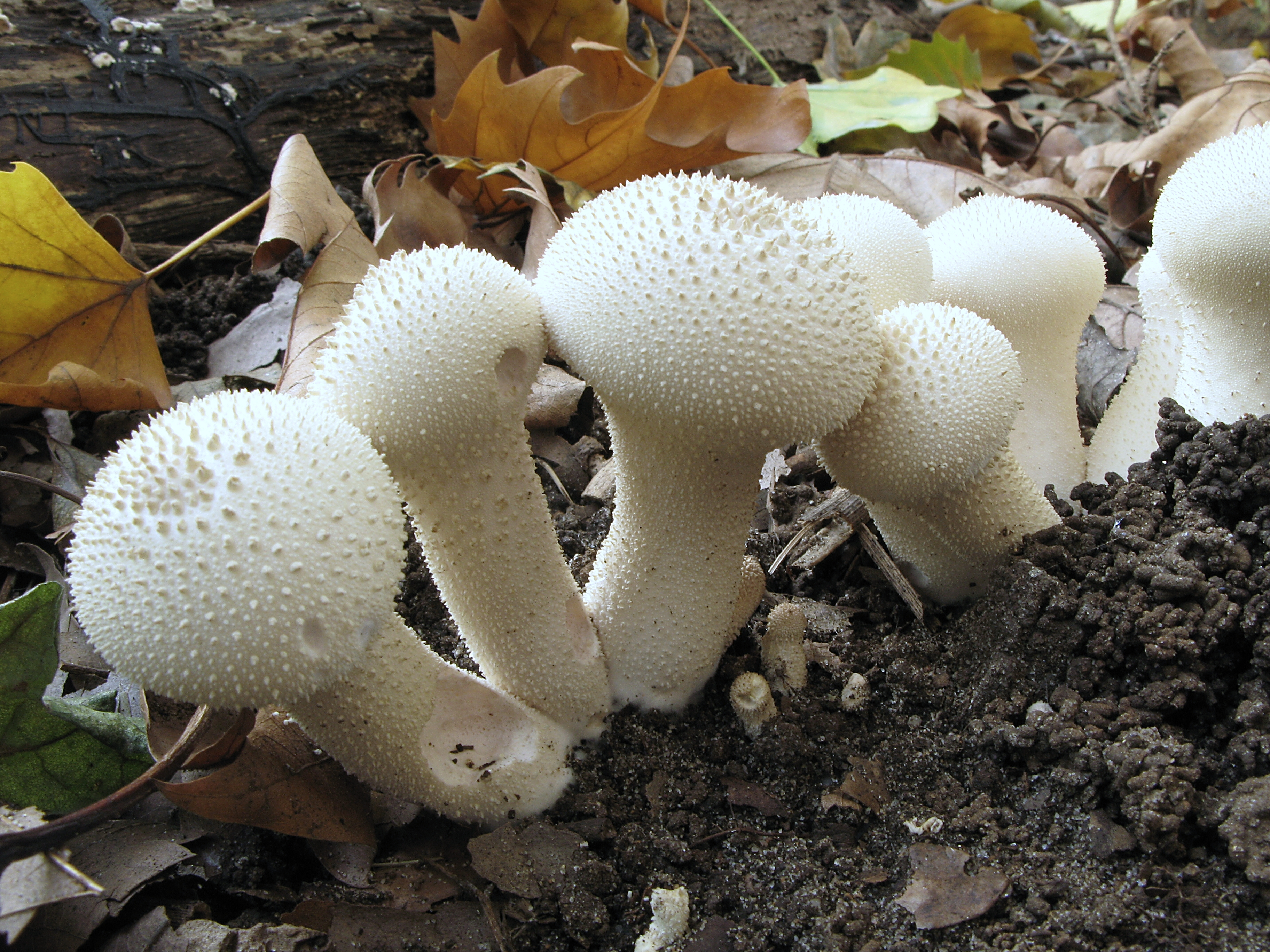
bauchpilzartig Flaschen-Stäubling Lycoperdon perlatum
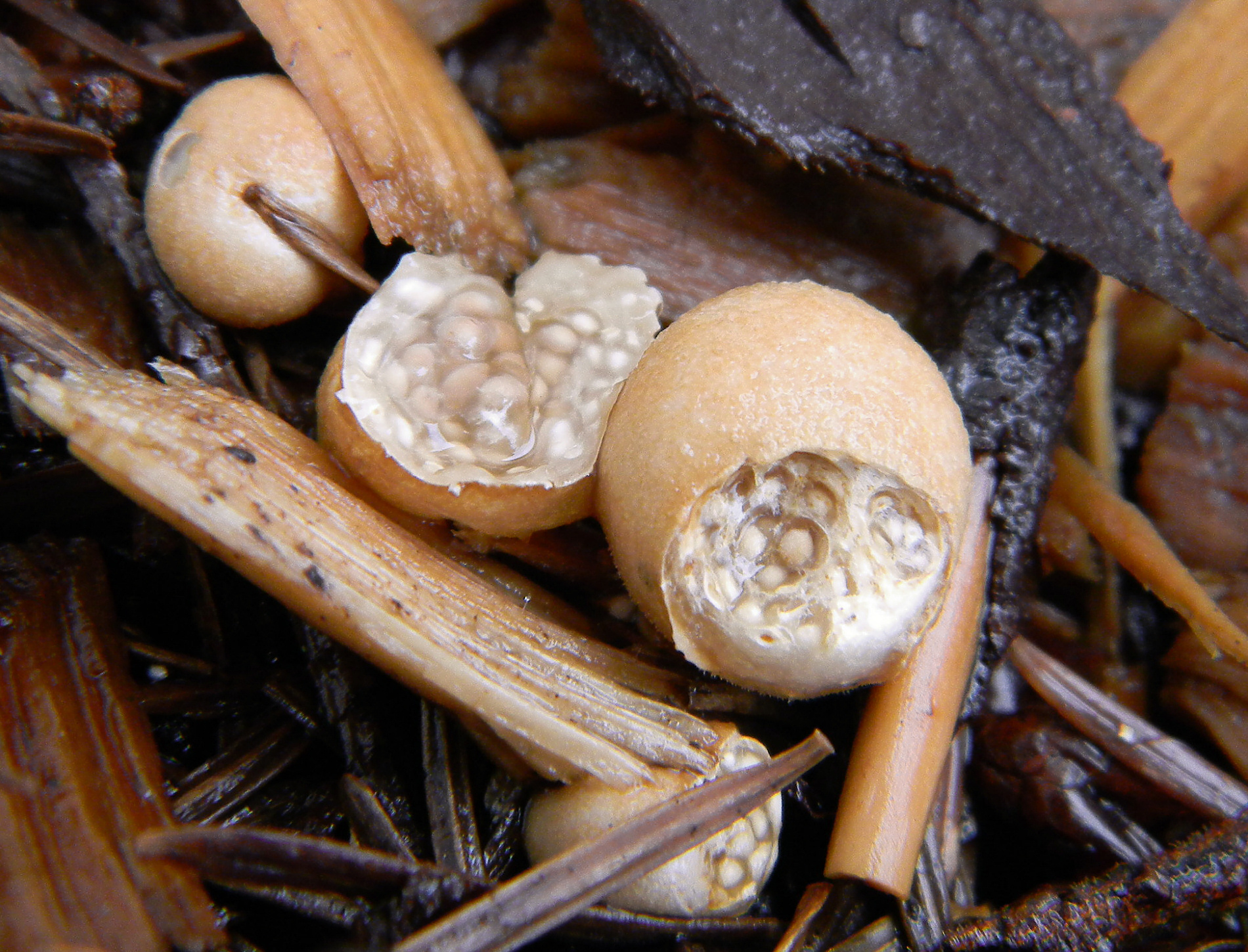
bauchpilzartig Vollgestopfter Nestling Nidularia deformis
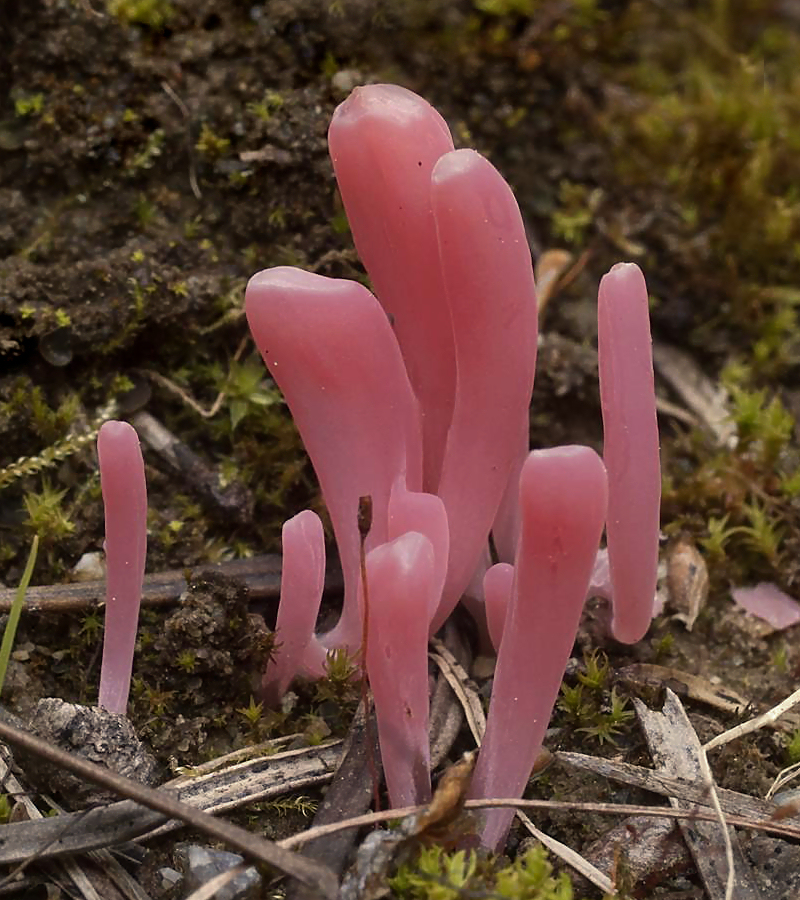
keulenförmig Lachsrosa Keulchen Clavaria rosea
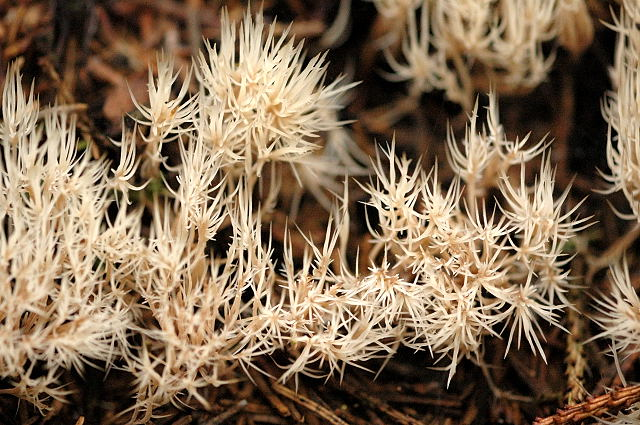
korallenförmig Pterula subulata

## Stammesgeschichte
Erbgutanalysen heutiger Champignonverwandter lassen den Schluss zu, dass die Gruppe bereits vor über 100 Millionen Jahren existierte, also zu einer Zeit, als auch Nichtvogeldinosaurier die Erde bevölkerten. Diese Einschätzung konnte 2007 durch den Fund des bis dato ältesten fossilen Pilzes aus der Ordnung der Agaricales erhärtet werden: Das in Asien entdeckte Exemplar war in einem rund 100 Mio. Jahre alten Bernstein eingeschlossen und wurde so bis heute in dem erstarrten Baumharz konserviert. 2017 wurde der noch ältere, mineralisiert erhaltene Lamellenpilz Gondwanagaricites magnificus beschrieben. Der Fund zeigt, dass die Champignonartigen bereits seit 113–120 Millionen Jahren existierten.

## Systematik
Die Systematik der Champignonartigen machte drei Phasen durch. Zwischen 1821 und 1832 verfasste der schwedische Botaniker Elias Magnus Fries das monumentale Werk Systema mycologicum, in dem er die von Linné begründete binäre Nomenklatur auch für Pilze einführte. In diesem Werk stellte er die Blätterpilze in der Gattung Agaricus. Zu dieser Zeit wurden die Pilze aufgrund makroskopischer Merkmale klassifiziert, wie etwa durch die Farbe des Sporenpulvers, die heute noch zahlreichen Schlüsseln zugrunde liegt.
Die zweite Phase ist durch Rolf Singers monumentales Werk The Agaricales in Modern Taxonomy (1951–1986) charakterisiert. Der Mykologe verwendete mikroskopische Merkmale, um die Fries’sche Klassifikation zu verbessern.
Die dritte Phase (ab etwa 2000) geht einher mit der Möglichkeit der Sequenzierung der DNA von Pilzen. Dadurch wurde es möglich, die stammesgeschichtliche Entwicklung der Pilze nachzuvollziehen. Eine großangelegte Studie von Matheny und anderen Autoren brachte überraschende Ergebnisse in Bezug auf die Agaricales wie beispielsweise die nähere Verwandtschaft der Helmlinge (Mycena) und Zwergknäuelinge (Panellus). Aufgrund der phylogenetischen Untersuchungen hat sich die Systematik grundlegend verändert. So verschwanden etwa die Familien der Coprinaceae, Lycoperdaceae und Nidulariaceae. Andererseits wurden neue Familien gebildet. Bemerkenswert war zudem, dass jetzt auch eine Reihe von Nichtblätterpilzen den Agaricales zuzuordnen sind.
Die nachfolgende Systematik ist weitestgehend angelehnt an das „Dictionary of the Fungi“ und den Einträgen im Index Fungorum. Demnach enthält die Ordnung Agaricales 33 Familien mit über 400 Gattungen und mehr als 13.200 Arten (Stand 2008) – nachstehend die Familien mit einer Auswahl an Gattungen mit dem Schwerpunkt auf das Vorkommen in Europa:
- Familie Champignonverwandte – Agaricaceae
  - Gattung Champignons oder Egerlinge – Agaricus
  - Gattung Boviste – Bovista
  - Gattung Großstäublinge – Calvatia
  - Gattung Safran- oder Grünsporschirmlinge – Chlorophyllum
  - Gattung Tintlinge – Coprinus
  - Gattung Tiegelteuerlinge – Crucibulum
  - Gattung Teuerlinge – Cyathus
  - Gattung Mehlschirmlinge – Cystolepiota
  - Gattung Schirmlinge – Lepiota
  - Gattung Egerlingsschirmlinge – Leucoagaricus
  - Gattung Faltenschirmlinge – Leucocoprinus
  - Gattung Stäublinge – Lycoperdon
  - Gattung Riesenschirmlinge – Macrolepiota
  - Gattung Zwergschirmlinge – Melanophyllum
  - Gattung Nestlinge – Nidularia
  - Gattung Seidenschirmlinge – Sericeomyces
- Familie Wulstlingsverwandte – Amanitaceae[6][7]
  - Gattung Wulstlinge – Amanita
  - Gattung Australische Trüffeln – Amarrendia
  - Gattung Catatrama
  - Gattung Schleimschirmlinge – Limacella
  - Gattung Limacellopsis
  - Gattung Zhuliangomyces[8]
- Familie Amylogewebehautverwandte – Amylocorticiaceae
  - Gattung Amylogewebehäute – Amylocorticium
  - Gattung Wachsrindenpilze – Ceraceomyces
  - Gattung Amyleggenpilze – Irpicodon
- Familie Biannulariaceae[9]
  - Gattung Cathathelasma
  - Gattung Callistosporium
  - Gattung Guayanagarica
  - Gattung Pleurocollybia
  - Gattung Pseudolaccaria
- Familie Mistpilzverwandte – Bolbitiaceae[10]
  - Gattung Mistpilze – Bolbitius 
  - Gattung Samthäubchen – Conocybe
  - Gattung Descolea
  - Gattung Düngerlinge – Panaeolus
- Familie Broomeiaceae
- Familie Keulchenverwandte – Clavariaceae[11]
  - Gattung Samtschnecklinge – Camarophyllopsis
  - Gattung Keulchen – Clavaria
  - Gattung Clavicorona
  - Gattung Hodophilus
  - Gattung Holocoryne
  - Gattung Lamelloclavaria
  - Gattung Wiesenkorallen – Ramariopsis[12]
- Familie Schleierlingsverwandte – Cortinariaceae[13]
  - Gattung Aureonarius
  - Gattung Austrocortinarius
  - Gattung Calonarius
  - Gattung Schleierlinge – Cortinarius
  - Gattung Cystinarius
  - Gattung Hygronarius
  - Gattung Mystinarius
  - Gattung Phlegmacium
  - Gattung Thaxterogaster
  - Gattung Volvonarius
- Familie Crassisporiaceae[14]
  - Gattung Crassisporium
  - Gattung Romagnesiella
- Familie Stummelfüßchenverwandte – Crepidotaceae[15][16]
  - Gattung Stummelfüßchen – Crepidotus
  - Gattung Neopaxillus
  - Gattung Pleuroflammula
  - Gattung Olivschnitzlinge – Simocybe
- Familie Fingerhutverwandte – Cyphellaceae
  - Gattung Fingerhüte – Cyphella
  - Gattung Ockerröhrchen – Woldmaria
- Familie Cystostereaceae
  - Gattung Krustenpilze – Crustomyces
  - Gattung Duftschichtpilze – Cystostereum
- Familie Rötlingsverwandte – Entolomataceae[17]
  - Gattung Clitocella
  - Gattung Clitopilopsis
  - Gattung Räslinge – Clitopilus
  - Gattung Rötlinge – Entoloma
  - Gattung Tellerlinge – Rhodocybe
  - Gattung Rhodophana
- Familie Leberreischlingsverwandte – Fistulinaceae
  - Gattung Leberreischlinge – Fistulina

- Familie Gigaspermaceae
- Familie Hemigasteraceae
- Familie Heidetrüffelverwandte – Hydnangiaceae
  - Gattung Heidetrüffeln – Hydnangium
  - Gattung Lacktrichterlinge – Laccaria
- Familie Schnecklingsverwandte – Hygrophoraceae[18][19]
  - Gattung Acantholichen
  - Gattung Keulenfußtrichterlinge – Ampulloclitocybe
  - Gattung Adermooslinge – Arrhenia
  - Gattung Cantharellula
  - Gattung Cantharocybe
  - Gattung Chromosera
  - Gattung Chrysomphalina
  - Gattung Cora
  - Gattung Corella
  - Gattung Ellerlinge – Cuphophyllus
  - Gattung Cyphellostereum
  - Gattung Dictyonema
  - Gattung Eonema
  - Gattung Gliophorus
  - Gattung Gloioxanthomyces
  - Gattung Humidicutis
  - Gattung Hygroaster
  - Gattung Saftlinge – Hygrocybe
  - Gattung Schnecklinge – Hygrophorus
  - Gattung Flechtennabelinge – Lichenomphalia
  - Gattung Neohygrocybe
  - Gattung Porpolomopsis
  - Gattung Pseudoarmillaria
  - Gattung Sinohygrocybe
  - Gattung Spodocybe
- Familie Hymenogastraceae[20][10][14]
  - Gattung Erlenschnitzlinge – Alnicola
  - Gattung Chromocyphella
  - Gattung Flammula
  - Gattung Häublinge – Galerina
  - Gattung Flämmlinge – Gymnopilus
  - Gattung Fälblinge – Hebeloma
  - Gattung Hymenogaster
  - Gattung Wurzelschnitzlinge – Phaeocollybia
  - Gattung Psathyloma
  - Gattung Kahl- oder Klebköpfe – Psilocybe
  - Gattung Pyrrhulomyces
- Familie Risspilzverwandte – Inocybaceae[21]
  - Gattung Auritella
  - Gattung Risspilze – Inocybe
  - Gattung Inosperma
  - Gattung Mallocybe
  - Gattung Nothocybe
  - Gattung Pseudosperma
  - Gattung Tubariomyces
- Familie Limnoperdaceae
- Familie Raslingsverwandte – Lyophyllaceae[9]
  - Gattung Zwitterlinge – Asterophora
  - Gattung Atractosporocybe
  - Gattung Schönköpfe – Calocybe
  - Gattung Clitolyophyllum
  - Gattung Termitenpilze – Termitomyces
  - Gattung Holzraslinge – Hypsizygus
  - Gattung Holztrichterlinge – Ossicaulis
  - Gattung Leucocybe
  - Gattung Raslinge – Lyophyllum
  - Gattung Myochromella
  - Gattung Rhizocybe
  - Gattung Sagaranella
  - Gattung Sphagnurus
  - Gattung Graublätter – Tephrocybe
  - Gattung Tephroderma
  - Gattung Tricholomella
- Familie Schwindlingsverwandte – Marasmiaceae
  - Gattung Mäuseschwanzrüblinge – Baeospora
  - Gattung Haarschwindlinge – Crinipellis
  - Gattung Gurkenschnitzlinge – Macrocystidia
  - Gattung Schwindlinge – Marasmius
- Familie Helmlingsverwandte – Mycenaceae
  - Gattung Scheinhelmlinge – Hemimycena
  - Gattung Helmlinge – Mycena
  - Gattung Zwergknäuelinge – Panellus
  - Gattung Glöckchennabelinge – Xeromphalina
- Familie Mythicomycetaceae[22]
  - Gattung Mythicomyces
- Familie Niaceae
  - Gattung Haarschüsselrasen – Merismodes
  - Gattung Nia
- Familie Omphalotaceae[23]
  - Gattung Anthracophyllum
  - Gattung Connopus
  - Gattung Gymnopanella
  - Gattung Blasssporrüblinge – Gymnopus
  - Gattung Lampteromyces
  - Gattung Lentinula
  - Gattung Knoblauch-Schwindlinge – Mycetinis
  - Gattung Astschwindlinge – Marasmiellus
  - Gattung Ölbaumpilze – Omphalotus
  - Gattung Paragymnopus
  - Gattung Pusillomyces
  - Gattung Rosasporrüblinge – Rhodocollybia
- Familie Korkstäublingsverwandte – Phelloriniaceae
  - Gattung Korkstäublinge – Phellorinia
- Familie Physalacriaceae[24]
  - Gattung Hallimasche – Armillaria
  - Gattung Cryptomarasmius
  - Gattung Samtfußrüblinge – Flammulina
  - Gattung Gloiocephala
  - Gattung Laccariopsis
  - Gattung Schleim- oder Samtrüblinge – Oudemansiella
  - Gattung Paraxerula
  - Gattung Physalacria
  - Gattung Rhizomarasmius
  - Gattung Rhodotus
  - Gattung Zapfenrüblinge – Strobilurus

- Familie Seitlingsverwandte – Pleurotaceae
  - Gattung Muschelinge – Hohenbuehelia
  - Gattung Seitlinge – Pleurotus
- Familie Dachpilzverwandte – Pluteaceae
  - Gattung Dachpilze – Pluteus
  - Gattung Scheidlinge – Volvariella
  - Gattung Volvadachpilze – Volvopluteus
- Familie Porotheleaceae
  - Gattung Wasserfüße – Hydropus
  - Gattung Breitblattrüblinge – Megacollybia
  - Gattung Porotheleum
- Familie Faserlingsverwandte – Psathyrellaceae[10][22][25][26]
  - Gattung Britzelmayria
  - Gattung Candolleomyces
  - Gattung Coprinellus
  - Gattung Coprinopsis
  - Gattung Cystoagaricus
  - Gattung Hausknechtia
  - Gattung Homophron
  - Gattung Kauffmania
  - Gattung Saumpilze – Lacrymaria
  - Gattung Narcissea
  - Gattung Olotia
  - Gattung Parasola
  - Gattung Faserlinge – Psathyrella
  - Gattung Punjabia
  - Gattung Tulosesus
  - Gattung Typhrasa
- Familie Pseudoclitocybaceae[27]
  - Gattung Clitopaxillus
  - Gattung Musumecia
  - Gattung Gabeltrichterlinge – Pseudoclitocybe
  - Gattung Pogonoloma
- Familie Borstenkorallenverwandte – Pterulaceae
  - Gattung Glattsporwachshäute – Aphanobasidium
  - Gattung Borstenkorallen – Pterula
- Familie Spaltblättlingsverwandte – Schizophyllaceae
  - Gattung Spaltblättlinge – Schizophyllum
- Familie Squamanitaceae[28]
  - Gattung Körnchenschirmlinge – Cystoderma
  - Gattung Glimmerschüpplinge – Phaeolepiota
  - Gattung Schuppenwulstlinge – Squamanita
- Familie Möhrentrüffelverwandte – Stephanosporaceae
  - Gattung Möhrentrüffeln – Stephanospora
- Familie Träuschlingsverwandte – Strophariaceae[10][14][29]
  - Gattung Ackerlinge – Agrocybe
  - Gattung Deconica
  - Gattung Hemipholiota
  - Gattung Schwefelköpfe – Hypholoma 
  - Gattung Stockschwämmchen – Kuehneromyces
  - Gattung Leratiomyces
  - Gattung Phaeogalera
  - Gattung Phaeonematoloma
  - Gattung Schüpplinge – Pholiota 
  - Gattung Protostropharia
  - Gattung Stagnicola
  - Gattung Träuschlinge – Stropharia
  - Gattung Weraroa
- Familie Ritterlingsverwandte – Tricholomataceae
  - Gattung Trichterlinge – Clitocybe
  - Gattung Sklerotienrüblinge – Collybia
  - Gattung Rötelritterlinge – Lepista
  - Gattung Schleierritterlinge – Leucocortinarius
  - Gattung Krempentrichterlinge – Leucopaxillus
  - Gattung Nabelinge – Omphalina
  - Gattung Röteltrichterlinge – Paralepista
  - Gattung Paralepistopsis
  - Gattung Ritterlinge – Tricholoma
- Familie Trompetenschnitzlingsverwandte – Tubariaceae[10][20][30]
  - Gattung Cyclocybe
  - Gattung Flockenschüpplinge – Flammulaster
  - Gattung Schüppchenschnitzlinge – Phaeomarasmius
  - Gattung Phaeosolenia
  - Gattung Trompetenschnitzlinge – Tubaria

- Familie Fadenkeulchenverwandte – Typhulaceae[31]
  - Gattung Röhrenkeulen – Macrotyphula
  - Gattung: Orangeseitlinge – Phyllotopsis
  - Gattung: Weißseitlinge – Pleurocybella
  - Gattung Holzritterlinge – Tricholomopsis
  - Gattung Fadenkeulchen – Typhula

- Incertae sedis[32]
  - Gattung Gondwanagaricites †
  - Gattung Weichritterlinge – Melanoleuca
  - Gattung Infundibulicybe[9]